# 綠泉牧場 (加利福尼亞州)
綠泉牧場（英語：Green Springs Ranch）是位於美國加利福尼亞州埃爾多拉多縣的一個非建制地區。該地的面積和人口皆未知。

## 地理
綠泉牧場的座標為38°42′06″N 121°02′05″W / 38.70167°N 121.03472°W，而該地的平均海拔高度為317米（即1040英尺）。